# Prossímio

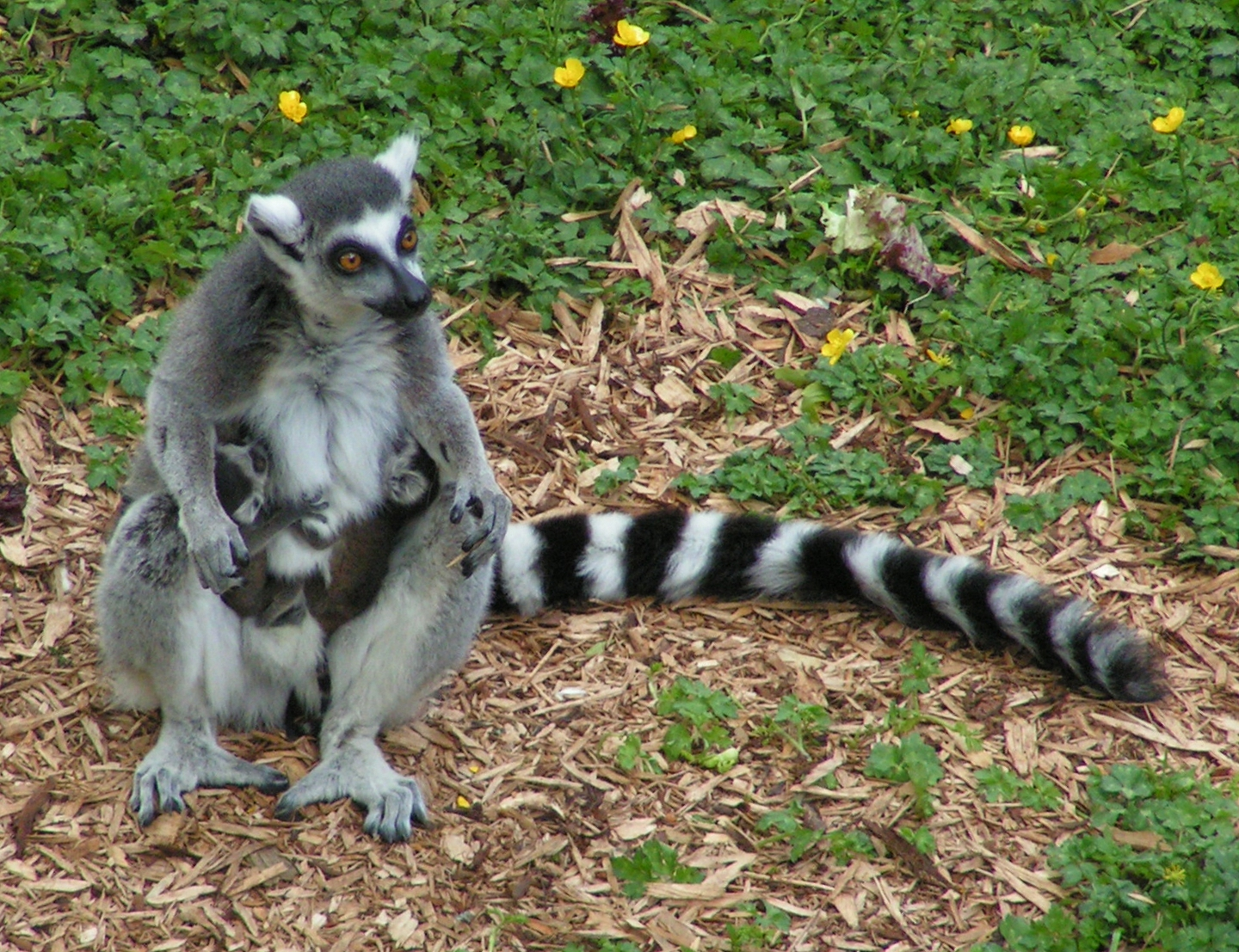
Lemur-de-cauda-anelada (Lemur catta) é um prossímio da família Lemuridae.

Os Prosímios (Prosimii) são uma antiga subordem de primatas que se caracteriza pelos seus proeminentes focinhos e longas caudas e, nas espécies mais primitivas, por uma tendência à disposição lateral dos olhos.
Neles se incluem os Lemuriformes, Chiromyiformes, Lorisiformes e Tarsiiformes; estas quatro infraordens não apresentam nenhuma característica apomórfica que justifique o seu agrupamento em um mesmo táxon, pelo que os prossímios são considerados hoje como um grupo parafilético. Por assim dizer, os Tarsiiformes  são primatas prossímios, sendo contudo mais próximos aos símios (chimpanzés e humanos) do que outros prossímios. Assim, classificam-se dentro dos próprios símios (Haplorrhini), sendo considerados evolutivamente separados dos restantes antigos prossímios.

## Formas atuais
Os lêmures atuais distribuem-se em cinco famílias num total de 107 espécies e subspécies restritas à Madagascar, embora alguns tenham sido levados às Ilhas Comores. Parte das espécies são noturnas.
A família Lorisidae, lóris, potos e galagos são 10 espécies encontrados na África e sul da Ásia. São em sua maioria notívagos e arborícolas, com grandes olhos redondos. 

## Classificação
Os prossímios foram uma vez considerados uma subordem da ordem Primata (subordem Prosimii) (Gr. pro, antes, + simia, macaco). Eles têm se mostrado, entretanto, ser parafilético - que é, o menor clado de espécies aparentadas que incluem todos os prossímios que também incluem outras espécies - neste caso todos os primatas. Esta relação é mostrada pelas ordens (prossímios em negrito) na lista abaixo da atual classificação Primata entre o nível de ordem e família. A classificaçao é usada em um termo mais ambiental hoje, devido a ausência de um último ancestral comum.
- ORDEM PRIMATES
  - Subordem Strepsirrhini:
    - Infraordem Lemuriformes
      - Superfamília Cheirogaleoidea
        - Familia Cheirogaleidae:

      - Superfamilia Lemuroidea
        - Familia Lemuridae: lêmures
        - Familia Lepilemuridae:
        - Familia Indriidae:

    - Infraordem Chiromyiformes
      - Familia Daubentoniidae:

    - Infraordem Lorisiformes
      - Familia Lorisidae:
      - Familia Galagidae: galagos

  - Subordem Haplorrhini:
    - Infraordem Tarsiiformes
      - Familia Tarsiidae:

    - Infraordem Simiiformes
      - Platyrrhini: "macacos do novo mundo" (4 famílias)
      - Catarrhini: humanos e outros primatas "macacos do velho mundo" (3 famílias)

## História e evolução
Os primatas parecidos com os atuais lêmures (Lemuróides, Lemuriformes), surgiram no início do Eoceno e viveram até o final do Mioceno (23,7 – 5,3 Ma).
Os Prossímios similares aos atuais lêmures dominaram as florestas do norte da América, Ásia e Europa durante o Eoceno (57,8 – 36,6 Ma). Seu domínio, sendo comuns e bem espalhados, em relativamente homogêneo conjunto de espécies deu-se no início da era Cenozóica, mas sua decadência foi veloz, terminando há aproximadamente 30 milhões de anos, no Oligoceno (36,6 – 23,7 Ma), quando novas espécies evoiluíram, gerando a atual diversidade de primatas, o aparecimento do que chamamos de macacos verdadeiros. A bifurcação da ordem dos Prossímios nas suas duas sub-ordens, Prossímios e Antropóides, é estimada como tendo ocorrido há aproximadamente 40 milhões de anos. O fóssil mais antigo conhecido é o Eosimias, do Eoceno da China. Neste processo de bifurcação, surge a característica fundamental que irá distinguir os antropóides dos outros primatas, que é o desenvolvimento do crânio (permitindo e associado a um maior volume cerebral) em detrimento da face.
Suas atuais formas preservaram-se em Madagascar, na região tropical da Ásia e nas Filipinas e proximidades. Em Madagascar tal preservação deu-se pela sua separação do continente africano no início do Cenozóico (aproximadamente 68 Ma) e pelo pouco desenvolvimento de mamíferos predadores, permitindo sua conservação e inclusive a diversificação em outras formas, em espécies de diferentes hábitos, adaptações e tamanhos (incluindo formas gigantes, como o Megaladapis, ou "lêmur gigante").
O grupo mais antigo é o do tipo Tarsióide (Tarsiidae) e são do Eoceno da América do Norte e Europa, seu fóssil mais antigo foi encontrado no Estado do Wyoming (EUA). Atualmente habitam florestas de Borneu, Sumatra e Filipinas.